# Barry Forgie
Richard Barry Forgie (* 28. Mai 1939 in Peterborough) ist ein britischer Komponist, Jazzmusiker (Posaune) und Orchesterleiter.

## Leben und Wirken
Forgie lernte mit zehn Jahren Posaune und leitete mit 16 Jahren seine eigene Jazzgruppe. Er studierte Musik an der University of Wales. Es kam bald zu regelmäßigen BBC-Übertragungen mit seiner eigenen Band.
Forgie arbeitete in den 1970er Jahren als Arrangeur/Komponist und als Musical Associate an mehreren Spielfilmen mit. 1971 legte er mit seinem eigenen Orchester das Album Combustion vor. Als Dirigent arbeitete er auch im Londoner West End. Seit 1977 leitete er die BBC Big Band regelmäßig. Er transkribierte Klassiker der Big-Band-Musik vom frühen Ellington über die Swing-Ära bis hin zu Gerry Mulligan und Buddy Rich für das Repertoire der Band. 1992 war er mit der Formation und George Shearing auf Tournee in Nordamerika. Er leitete die Band bei zahlreichen Rundfunkkonzerten mit so unterschiedlichen Künstlern wie Van Morrison, Ken Peplowski oder Cybill Shepherd. Als Arrangeur und Dirigent arbeitete er auch mit Arturo Sandoval, Clark Terry, Cleo Laine, Marlene VerPlanck und den King’s Singers zusammen.